# Вибия Сабина
Ви́бия Саби́на (лат. Vibia Sabina; родилась между 83 и 86 годами — умерла в 136/137 году) — жена римского императора Адриана.
Дочь Матидии (племянницы императора Траяна) и её первого мужа, консула Луция Вибия Сабина. Приходилась своему супругу троюродной племянницей.

## Биография
Воспитывалась в доме императора Траяна вместе с другими родственницами. Жена Траяна Помпея Плотина, покровительствовавшая Адриану, женила его в 100 году на Сабине, чтобы упрочить за ним власть: «Её радостно приветствовала Плотина и не особенно желал Траян». Брачный союз укреплял статус Адриана как наследника Траяна. В 117 году, после смерти Траяна, Адриан стал императором, причём было объявлено, что перед смертью Траян успел его усыновить.
Брак был несчастен и бездетен. Адриан, вступив на престол, «относился к Сабине, как к рабе, хотя она, кроме красоты, отличалась тонким умом и строгостью нравов». Также отмечают, что Адриан говорил: «И со своей женой, как он говорил, он развёлся бы из-за её угрюмости и сварливости, если бы был частным человеком». Сабина платила Адриану взаимной неприязнью. Римские историки пишут: «Она открыто заявляла, что, узнав его чудовищный характер, приложила все усилия, чтобы не забеременеть от него на погибель рода человеческого». Одновременно широко известен был пламенный роман императора с юношей Антиноем. Сабина сопровождала Адриана в его второй поездке на Восток (128—130 гг. н. э.), когда во время путешествия по Нилу погиб при невыясненных обстоятельствах любимец императора Антиной.
К концу жизни отношения Адриана с женой стали ещё хуже. «Он сменил префекта претория Септиция Клара и государственного секретаря Светония Транквилла (того самого, который написал „Жизнь двенадцати цезарей“), а также многих других за то, что они вели себя на половине его жены Сабины более свободно, чем это было совместимо с уважением к императорскому двору» (АЖА, Адр. XI).
С годами ненависть императора к жене всё усиливалась. Существует легенда, что страдающий от смертельной болезни Адриан даже принудил Сабину лишить себя жизни, чтобы она не радовалась после его смерти. Но хотя слухи, что он её отравил или довел до самоубийства, существовали, прямых свидетельств этому преступлению нет. Римские историки пишут так: «Супруга его, Сабина, претерпевавшая обиды, почти как рабыня, была доведена до самоубийства», «скончалась и жена его Сабина, и дело не обошлось без толков о том, что Адриан дал ей яд». Она скончалась раньше мужа примерно на год, в 136 или 137 году, прожив 36 лет в несчастливом браке. Так как детей у них не было, с целью сохранения династии Адриан был вынужден усыновить Антонина Пия, который и стал его наследником.
Была обожествлена как Гера (точно также Адриан обожествил Антиноя после его гибели, а сам Адриан был обожествлен как Зевс). Урна с её прахом (а также с прахом Адриана и остальных императоров династий Антонинов и Северов) хранились вплоть до времен Каракаллы в мавзолее Адриана.

### Статуи и монеты
В 12-й год царствования Адриана (128 год), когда сенат наименовал его «отцом отечества», Сабина наконец была провозглашена августой; на некоторых александрийских монетах она носит этот титул ещё ранее. Согласно полученному титулу, в её честь на регулярной основе чеканилось большое количество монет, причём Вибия Сабина стала образцом для чеканки будущих август в течение следующих полутора столетий. Пример надписи: SABINA AVGVSTA IMP. HADRIANI AVG. P. P.; SABINA AVGVSTA HADRIANI AVG PP
Судя по сохранившимся портретам, она «сначала носила прическу в стиле Плотины, а затем постепенно перешла к простой прическе на пробор, которая больше соответствовала классическим идеалам Адриана. На портрете мы видим строгий, холодный, расчётливый взгляд из-за полуопущенных век».
В 2006 году появились новости про статую Сабины, которую итальянским властям удалось вернуть из Бостонского музея, куда она попала нелегально. В честь этого возвращения в том же году на вилле Адриана состоялась выставка, посвящённая супруге императора.

## В литературе
- Маргерит Юрсенар. Воспоминания Адриана
- Георг Эберс. Император
- Кейт Куинн. Императрица семи холмов
- Kate Quinn. The Three Fates
- Kate Quinn. Lady of the Eternal City